# فيليب هيوز (مؤرخ)
فيليب هيوز (بالإنجليزية: Philip Hughes)‏ هو مؤرخ أمريكي، ولد في 11 مايو 1895، وتوفي في 1967.